# Chorizanthe kingii
Chorizanthe kingii är en slideväxtart som beskrevs av Rodolfo Amando Philippi. Chorizanthe kingii ingår i släktet Chorizanthe och familjen slideväxter. Inga underarter finns listade i Catalogue of Life.